# Årjekvaretjärnen
Årjekvaretjärnen är en sjö i Gällivare kommun i Lappland och ingår i Kalixälvens huvudavrinningsområde.